# Mathías Suárez
Mathías Suárez, vollständiger Name Mathías Sebastián Suárez Suárez, (* 24. Juni 1996 in Montevideo) ist ein uruguayischer Fußballspieler.

## Karriere

### Verein
Der 1,79 Meter große, auf der Außenverteidigerposition eingesetzte Defensivakteur Malvino gehört seit der Spielzeit 2013/14 dem Kader des uruguayischen Erstligisten Defensor Sporting an, aus dessen Nachwuchsmannschaft er hervorging. In jener Saison kam er dort bis zum Abschluss der Clausura 2014 zweimal in der Primera División zum Einsatz (kein Tor). In der Saison 2014/15 wurde er einmal (kein Tor) in der höchsten uruguayischen Spielklasse eingesetzt. Es folgten in der Spielzeit 2015/16 – jeweils ohne persönlichen Torerfolg – 23 weitere Erstligaeinsätze und zwei absolvierte Partien der Copa Sudamericana 2015.
Im Januar 2019 wechselte er dann zum französischen Erstligisten HSC Montpellier in die Ligue 1. Ende Januar 2020 wurde er für das Jahr 2020 (dortige Saison = Kalenderjahr) an den uruguayischen Verein Nacional Montevideo verliehen. Im Februar 2022 folgte eine weitere Leihe nach Uruguay zu Montevideo City Torque bis Ende Juni desselben Jahres.
Im Sommer 2023 lief sein Vertrag bei Montpellier aus und Suárez schloss sich im Januar 2024 nach einem halben Jahr ohne Verein dem Barcelona Sporting Club an.

### Nationalmannschaft
Suárez wurde am 7. Dezember 2010 bei der 2:3-Niederlage gegen Gremio erstmals von Alejandro Garay in der uruguayischen U-15-Nationalmannschaft eingesetzt, für die er zwei Länderspiele (kein Tor) bestritt. Er debütierte am 15. August 2013 / 16. August 2013 unter Trainer Fabián Coito bei der 0:2-Niederlage gegen die Auswahl Japans im Rahmen des SBS Cup in der uruguayischen U-17-Nationalmannschaft. Er war Teil des Kaders, der bei der U-17-Weltmeisterschaft 2013 das Viertelfinale erreichte. Im Verlaufe des Turniers bestritt er fünf Spiele. Einen Treffer erzielte er nicht. Insgesamt bestritt er nach Verbandsangaben elf Spiele (kein Tor) für die U-17, wobei nach den Verbandskriterien sowohl Partien der Celeste gegen Nationalmannschaften als auch gegen internationale Vereinsteams mitgezählt werden.
Auch kam er in seinen den beiden Debüt-Spielen am 20. Mai 2014 und 22. Mai 2014 gegen Paraguay in der von Coito betreuten U-20 zum Einsatz. In den U-20-Länderspielen am 10. Juni 2014 gegen Paraguay sowie am 6. August 2014 und 24. September 2014 (ein Tor) jeweils gegen Peru lief er ebenfalls auf. Er gehörte dem uruguayischen Aufgebot bei der U-20-Südamerikameisterschaft 2015 in Uruguay und bei der U-20-Weltmeisterschaft 2015 in Neuseeland an. Am 19. Mai 2015 wurde er von Trainer Fabián Coito zunächst für den vorläufigen Kader der U-22 bei den Panamerikanischen Spielen 2015 in Toronto nominiert. Schließlich gehörte er auch dem endgültigen Aufgebot an und gewann das Turnier mit der Celeste.
Im November 2018 folgten dann seine ersten beiden Spiele in der A-Nationalmannschaft. In den Testspielen gegen Brasilien (0:1) und Frankreich (0:1) stand er in der Startelf und wurde jeweils kurz vor Ende ausgewechselt.

### Erfolge
- Goldmedaille Panamerikanische Spiele 2015